# Carla Mancini
Carla Mancini, född 21 april 1950 i Rom, är en italiensk skådespelerska.

## Roller i urval
- 1968 – Banditerna i Milano
- 1970 – Ljudet från kristallfågeln
- 1971 – Arbetarklassen kommer till paradiset
- 1972 – La prima notte di quiete
- 1972 – Ludwig
- 1972 – Tarzan och djungelns desperado
- 1973 – Andy Warhol's Frankenstein
- 1973 – La polizia incrimina la legge assolve
- 1973 – Milano rovente
- 1973 – Mitt namn är Nobody
- 1973 – Revolver
- 1974 – I djävulens grepp
- 1974 – Squadra volante
- 1974 – Vi som älskade varann så mycket